# Tim Kleindienst
Tim Kleindienst (* 31. August 1995 in Jüterbog) ist ein deutscher Fußballspieler. Er steht bei Borussia Mönchengladbach unter Vertrag und ist A-Nationalspieler.

## Karriere

### Verein

#### Energie Cottbus
In der Saison 2012/13 stand Kleindienst dreimal im Profikader des Zweitligisten Energie Cottbus, kam aber zu keinem Einsatz. Er debütierte in dieser Saison für die zweite Mannschaft in der Regionalliga Nordost. Bei der 0:6-Niederlage am 16. Spieltag gegen den Berliner AK 07 stand Kleindienst über 90 Minuten auf dem Platz. Am 14. Dezember 2013, dem 18. Spieltag der Saison 2013/14, spielte er erstmals in der 2. Bundesliga, als er bei der 1:3-Niederlage gegen Fortuna Düsseldorf in der 78. Minute für Amin Affane eingewechselt wurde.
In der Saison 2014/15 avancierte Kleindienst zum Stammspieler und erzielte in 35 Spielen 13 Tore.

#### SC Freiburg
Zur Saison 2015/16 wechselte Kleindienst in die 2. Bundesliga zum SC Freiburg. Für die Saison 2016/17 wurde er an den von Frank Schmidt trainierten 1. FC Heidenheim verliehen und spielte seit der Folgesaison wieder beim SC Freiburg. An seine Erfolge aus seiner Zeit in Cottbus konnte der Angreifer nicht mehr anknüpfen und erzielte in 33 Ligaspielen lediglich zwei Treffer.

#### 1. FC Heidenheim
Im Sommer 2019 kehrte der Stürmer nach Heidenheim zurück und erhielt beim Zweitligisten einen Vierjahresvertrag. Ende Juli 2020 wechselte er in die Division 1A nach Belgien zur KAA Gent und unterschrieb dort einen Vertrag bis Sommer 2024. Kleindienst bestritt für Gent 15 von 24 möglichen Ligaspielen, in denen er ein Tor schoss, sowie acht Europapokal-Spiele mit ebenfalls einem Tor.
Ende Januar 2021 kehrte er auf Leihbasis zum 1. FC Heidenheim zurück. In der Rückrunde der Saison 2020/21 stand er bei 15 von 16 möglichen Spielen für Heidenheim auf dem Platz, wobei er elf Tore schoss. Mitte Juni 2021 wechselte er endgültig nach Heidenheim zurück und unterschrieb einen Vertrag mit einer Laufzeit bis Sommer 2025. In der Saison 2022/23 wurde er mit dem FC Heidenheim Meister der 2. Liga sowie Torschützenkönig und stieg mit der Mannschaft in die Bundesliga auf. In seiner ersten Bundesligasaison erreichte er mit den Heidenheimern Platz 8 und damit die Qualifikation für die UEFA Conference League. 

#### Borussia Mönchengladbach
Im Sommer 2024 wechselte Kleindienst zu Borussia Mönchengladbach. Zur Saison Saison 2025/26 übernahm er dort als Nachfolger von Torhüter Jonas Omlin das Kapitänsamt.

### Nationalmannschaft
Im August 2014 wurde Kleindienst in die U-20-Nationalmannschaft berufen. Mit dieser nahm er an der WM 2015 in Neuseeland teil. Der Bundestrainer Julian Nagelsmann berief ihn im Oktober 2024 in den A-Kader für die Länderspiele gegen Bosnien-Herzegowina und gegen die Niederlande im Rahmen der UEFA Nations League 2024/25, wobei er am 11. Oktober sein Debüt beim 2:1-Sieg in Bosnien-Herzegowina über 90 Minuten gab. Seine ersten beiden Treffer in der Nationalmannschaft erzielte Kleindienst zum 2:0 und zum 7:0-Endstand im Rückspiel am 16. November 2024.

## Erfolge
- Aufstieg in die Bundesliga als Zweitligameister: 2016 mit dem SC Freiburg und 2023 mit dem 1. FC Heidenheim
- Torschützenkönig der 2. Fußball-Bundesliga: 2022/23 (25 Tore)

## Trivia
Zu Kleindiensts musikalischen Vorlieben zählen die Politpunkband Feine Sahne Fischfilet und der Rapper Finch.